# Emmesomyia marshalli
Emmesomyia marshalli este o specie de muște din genul Emmesomyia, familia Anthomyiidae, descrisă de Fritz Isidore van Emden în anul 1941. Conform Catalogue of Life specia Emmesomyia marshalli nu are subspecii cunoscute.